# 김해림 (배우)
김해림( 본래 1991년 1월 26일 양띠 음력 1990년 12월 11일 말띠 ~ )는 대한민국의 배우이다.

## 학력
- 중앙대학교 연극학과 2009년 ~

## 출연 작품

### 드라마
- 2010년 KBS 《매리는 외박중》 - 지혜 역
- 2011년 KBS 《우리집 여자들》
- 2011년 KBS 《공주의 남자》 - 명월 역
- 2012년 JTBC 《해피앤딩》 - 홍애란 역 (이승연 아역)
- 2012년 KBS 《학교 2013》 - 김해림 역
- 2013년 KBS 《연애를 기대해》 - 하연 역
- 2014년 KBS 《천상여자》 - 안나 역
- 2015년 MBC 《딱 너 같은 딸》 - 이수혜 역

### 영화
- 《절대관람불가》 (2012년)[3]
- 《하프》 (2016년)

### 예능
- 2012년 tvN 롤러코스터 시즌 2 - 5분 스페셜
- 2012년 tvN 롤러코스터 시즌 2 - 지금 삐지러 갑니다
- 2012년 TV조선 최현우 노홍철의 매직홀 - K-Magic 서포터즈

### 뮤직비디오
- 2014년 2Bic "행복하기를"
- 2013년 우현 & 루시아 "선인장"
- 2012년 5Tion "결혼까지 하자"
- 2011년 MC스나이퍼 "Hi Dear"

### 광고
- 2012년 롯데음료 7% (중국)
- 2011년 AHC 화장품, CJ 헛개컨디션파워, 굿 다운로드, 대한항공
- 2011년 시티은행, 피자 헛, CJ-오쇼핌(의류지면), SK Telecom
- 2010년 SK Telecom, CJ 헛개컨디션파워, 공익광고 - 자전거 타기운동